# Konstantin Maradishvili
Konstantin Maradishvili (en russe : Константин Кобович Марадишвили), né le 27 février 2000 à Moscou en Russie, est un footballeur russe. Il joue au poste de milieu défensif au Akron Togliatti.

## Biographie

### Carrière en club
Konstantin Maradishvili est né à Moscou en Russie, d'un père géorgien. Il est formé par l'un des clubs de la capitale russe, le CSKA Moscou. C'est avec ce club qu'il commence sa carrière professionnelle, jouant son premier match le 14 juillet 2019 face au Krylia Sovetov Samara, en championnat. Il entre en jeu à la place d'Arnór Sigurðsson lors de cette rencontre perdue par son équipe (2-0). Le 3 octobre 2020, il inscrit son premier but dans le championnat de Russie, lors d'un déplacement à Iekaterinbourg, permettant à son équipe de l'emporter 0-2 à l'extérieur.
Le 2 septembre 2021, il s'engage en faveur du Lokomotiv Moscou.

### Carrière internationale
Konstantin Maradishvili joue son premier match avec l'équipe de Russie espoirs le 3 septembre 2021, lors d'un match face à l'Espagne. Il est titulaire et la Russie s'incline sur le score de quatre buts à un ce jour-là.